# Amastus bertrandi
Amastus bertrandi là một loài bướm đêm thuộc phân họ Arctiinae, họ Erebidae.